# 穆扎法爾訥格爾縣
穆扎法爾訥格爾縣是印度的一個縣，位於該國北部，由北方邦負責管轄，面積4,008平方公里，識字率為61.68%，2001年人口3,543,000，人口密度每平方公里884人。